# Estadio Ricardo Saprissa Aymá
Estadio Ricardo Saprissa Aymá – stadion piłkarski w dzielnicy San Juan de Tíbás w San José w Kostaryce. Swoje mecze rozgrywa nim drużyna piłkarska Club Deportivo Saprissa. Stadion może pomieścić 23 112 osób.